# Correntismo politico italiano

## Premessa
Una corrente politica (o frazione politica) è un'aggregazione, stabile o temporanea, di esponenti politici la cui comunanza di intenti ed istanze non sia formalizzabile (ovvero non si intenda formalizzare) nella strutturazione tipica in partito politico.
Tali aggregazioni possono assumere forme di addensamento condivisivo di orientamenti generali su temi fondamentali che superano le aggregazioni in singoli partiti, ovvero possono rappresentare all'interno di un partito comuni orientamenti di indirizzo più particolare o mirato. Rispetto cioè al partito politico, le correnti possono trovarsi al di sopra di esso quando coinvolgano esponenti di diversi partiti (trasversalità), ovvero all'interno di esso.
Ad esempio, in tema di bioetica, ovvero di OGM (e come in genere in tutti i casi in cui le scelte debbano necessariamente circoscriversi al manicheo dilemma "approvazione o disapprovazione" senza possibilità di posizioni intermedie), si registrano "convergenti e paralleli" orientamenti di singoli esponenti politici di diversi partiti, non necessariamente allineati sulle indicazioni ufficiali dei rispettivi schieramenti. La terminologia qui usata non a caso richiama le celebri "convergenze parallele" di Aldo Moro, con le quali lo statista indicava e definiva l'azione della corrente ovviamente transpartitica che lavorava al compromesso storico.
All'interno di un partito, invece, possono esservi correnti impegnate a sostenere posizioni contrastanti con le posizioni di altre correnti dello stesso partito. Il contrasto può integrarsi del solo antagonismo per l'accrescimento del potere del gruppo di riferimento.

## Il correntismo dal dopoguerra a tangentopoli
Nel dopoguerra, una volta consolidati i rapporti di forza fra i partiti, la vita politica di un paese fisiologicamente (e tradizionalmente) incline alla frammentazione presto rappresentò anche presso i nascenti (o ricostituiti) partiti un connotato di eterogeneità tale da rendere talvolta labile il nesso di sodalità che pur dovrebbe legare tutti gli aderenti.

### Il conto delle tessere
Nel tipico schema della cosiddetta "prima Repubblica", i rapporti fra le correnti di uno stesso partito erano regolati secondo una classificazione quantitativa.
In occasioni assembleari, gli statuti di tutti i partiti offrivano in genere un potenziale generalizzato e non mediato accesso a qualunque iscritto che desiderasse prendere la parola o proporre mozioni o comunque partecipare alle fasi decisive dell'attività del partito, tipicamente esibendo la tessera d'iscrizione. In alcuni partiti, gli Statuti prevedevano, a fini di praticità, l'istituto delle deleghe, grazie al quale taluni esponenti intervenivano ed agivano in rappresentanza di altri, materialmente esibendo una pluralità di tessere (conferite loro dai deleganti) e non solo la propria. Sul sistema di attribuzione e computo delle deleghe si ebbero casi di manifesta (almeno) leggerezza procedurale tali da far dubitare, se non della regolarità, quantomeno della reale rappresentatività dei processi delegatizi. Si originò, in pratica, il sospetto che da rapporti e vincoli non palesi (e dunque di non confermata legittimità) dipendessero le attribuzioni delle tessere/deleghe al tale piuttosto che al tal altro delegato, e si ebbe motivo di pensare che il potere interno al partito fosse attribuito per ragioni non sempre squisitamente ideologiche.
In ogni caso, quale che ne fosse l'origine, le deleghe venivano computate (ed anche per questo non mancarono casi poco cristallini) quantitativamente, ed i loro portatori venivano ammessi a circoli ristretti di discussione e confronto, dove si stabilivano gli equilibri interni del partito. Certamente, in via di banalizzazione e proprio alla grossa, si può affermare che i detentori dei pacchetti di tessere più nutriti, così individuati come or ora si è veduto, decidevano.

### Le ragioni del correntismo
Non mancarono interpreti che videro nel correntismo un necessario fisiologico anello di congiunzione fra l'attivismo di quartiere e la "retorica" parlamentare e che anzi lo considerarono un mezzo assai opportuno per veicolare le istanze del popolo degli elettori semplici (la "base") presso i "quartieri alti" dei partiti. E del resto è immediata la considerazione della distanza fra il singolo popolano iscritto e l'istituzione-partito; la corrente era invece qualcosa di meno monumentale del gigante-partito e dunque una struttura in apparenza più agevolmente individuabile, una sorta di club dalla parvenza di maggiore rappresentatività, una sorta di sindacato degli iscritti. Veniva facile perciò, e per questo competitiva, la raccolta delle deleghe, che sollevavano l'elettore da approfondimenti raramente di suo interesse.
Circa i contrasti fra correnti, in qualche caso ridotti a mera litigiosità, un argomento vastamente usato e considerato risolutivo intendeva peraltro la dialettica interna come un irrinunciabile sintomo di democraticità.
Ma se la democraticità eventuale interna ad un partito non era necessariamente avvincente per chi non vi intratteneva rapporti, il riflesso del correntismo sui meccanismi democratici nazionali era di interesse della collettività intera.
La Democrazia Cristiana, di fatto il partito che sino al 1992 avrebbe determinato l'amministrazione e gli indirizzi della Repubblica (ma il discorso vale, in parte, anche per alcuni altri partiti, dove comunque le correnti non erano così "strutturate"), svelò ben presto la sua strutturazione in correnti e non si fece alcun verecondo mistero della sottoposizione fattuale dell'intera politica italiana all'equilibrio delle sue correnti interne.
Questa modalità della vita politica non fu condivisa a tutti i livelli: non mancò infatti chi rilevò che, di fatto, il capo di una corrente di maggioranza ancorché relativa di un partito la cui maggioranza fosse anch'essa relativa, decideva le sorti del paese dall'alto di qualche pacchetto di poche centinaia di "tessere". Il rappresentante, cioè, di qualche decina di migliaia di elettori - poniamo - democristiani, decideva in nome e per conto di "qualche decina di milioni di italiani che potenzialmente e per paradosso avrebbero potuto tutti congiuntamente ottenere la maggioranza assoluta per votare contro di lui, per far approvare il ripristino dell'esilio e subito dopo rivotare tutti insieme per inviarcelo" (attribuita ad Indro Montanelli).
In termini di diritto elettorale, vi fu chi la definì una formula di "proporzionalismo logaritmico informale", ed in quanto tale ben lontana dal proporzionalismo kelseniano, la cui supremazia fra i metodi di rappresentanza politica allora non era ancora stata opinata.
Una costellazione di correnti, talvolta tanto effimere da consumare l'intera loro esperienza nell'arco di una giornata, andò a decorare il quadro partitico. Di esse spesso non si aveva un nome identificativo, ed in alcuni casi si aveva incertezza anche sui reali capicorrente.
In realtà, le denominazioni delle correnti sono tutte di origine giornalistica, talvolta giocate su sapidi calembours: dopo che "i Dorotei" furono così chiamati poiché logisticamente riunitisi a convegno presso un convento dedicato a Santa Dorotea, i seguaci di Aldo Moro furono susseguentemente chiamati "i Morotei". Dalla comunanza di provenienza di alcuni esponenti campani come Gava, nacque la cosiddetta "corrente del Golfo" (di Napoli).
Altre salacità, naturalmente, provenivano a pioggia dai commentatori satirici (fra i quali, ad honorem, un posto particolare spetta a Giulio Andreotti, che si impone per le sue innumerevoli epigrammatiche sortite dall'interno stesso di quel settore) dagli interessi privilegiati di alcune correnti: i seguaci di alcuni esponenti particolarmente interessati al Ministero delle poste e delle telecomunicazioni (la cui amministrazione - pare ormai di unanime opinione generale - sembrava assai opportuna per eventuali progetti di voto di scambio), venivano appellati "i correntisti postali"; i loro elettori "i buoni fruttiferi". Gli
aderenti alla corrente che otteneva il controllo sull'Enel venivano chiamati "gli elettricisti", la corrente (elettrica) era gergalmente detta "la 220" e coloro che, orbati di potere, ne perdevano il controllo erano... "i fulminati". Ciò, in forma sia pur poco accademica (sebbene sintetica, essendovi molti ben gustosi altri esempi), qui si riporta poiché rappresenta invero uno degli aspetti più inquietanti del correntismo: l'irrispettosità pubblica formale verso il fenomeno, incapace di costituirsi in dignità politica ordinaria ed anzi scaturente accessi di insofferenza a tutto discredito della classe e della funzione politica, di cui non si aveva più rispetto.
Alcuni analisti hanno intraveduto un nesso causale fra lo scadimento insostenibile del correntismo (per taluni precipitato in mero antagonismo fra sparuti gruppi di potere) ed il moto di esasperazione popolare che accompagnò gli eventi di Tangentopoli. Del resto, al momento della cosiddetta crisi della Prima Repubblica il potere si considerava - per generale opinione - ben assicurato al patto "CAF", dalle iniziali di Bettino Craxi, Giulio Andreotti e Arnaldo Forlani, capi assoluti delle correnti in quel momento dominanti nei rispettivi partiti ed associate in una coalizione di impronta del tutto correntista.